# Hands Open
"Hands Open" é o segundo single americano do quarto álbum de Snow Patrol, Eyes Open. Foi lançado em Junho de 2006.
A canção foi muito bem recebida nas rádios, alcançando o 21º lugar na parada musical da Billboard Modern Rock Tracks. Entretanto, ela não passou em outros tipos de rádio, assim como seu single seguinte, "Chasing Cars".
O terceiro verso faz referência o cantor de indie-folk Sufjan Stevens e a música "Chicago" com a letra "Put Sufjan Stevens on / and we'll play your favorite song / "Chicago" bursts to life and your / sweet smile remembers you."
A música foi apresentada no jogo para PC de LMA Manager 2007.
A banda lançou um vídeo para "Hands Open", para o lançamento do single australiano. Ele consiste de uma performance ao vivo, com a músico de estúdio dublada por cima.
Na Austrália, a capa é idêntica ao de "Set the Fire to the Third Bar", devido a esta não ser liberada.

## Faixas
- EUA - Promo CD single

1. "Hands Open" – 3:17

- iTunes digital download[1]

1. "Hands Open" (Freelance Hellraiser Remix) – 6:30

## Versões oficiais
- "Hands Open" (versão do álbum) – 3:17
- "Hands Open" (Freelance Hellraiser Remix) – 6:30

## Paradas
| Chart                | Ano  | Melhor posição |
| -------------------- | ---- | -------------- |
| Modern Rock Tracks   | 2006 | 21             |
| Nova Zelândia Top 40 | 2007 | 34             |